# Лука Марін
Лука Марін (італ. Luca Marin, 9 квітня 1986) — італійський плавець.
Учасник Олімпійських Ігор 2004, 2008, 2012, 2016 років.
Призер Чемпіонату світу з водних видів спорту 2005, 2007 років.
Призер Чемпіонату світу з плавання на короткій воді 2006 року.
Призер Чемпіонату Європи з водних видів спорту 2004, 2006, 2008 років.
Чемпіон Європи з плавання на короткій воді 2006 року, призер 2004, 2005, 2007 років.